# Rodriguez (Musiker)

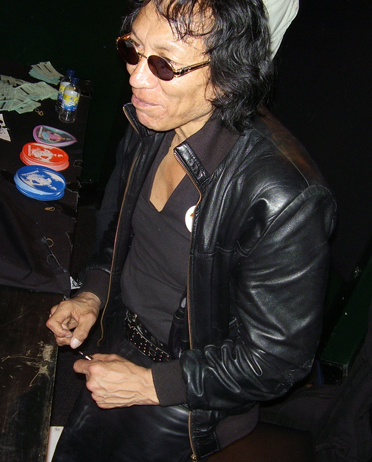
Sixto Rodriguez (2007)

Sixto Díaz Rodríguez (* 10. Juli 1942 in Detroit; † 8. August 2023 ebenda) war ein US-amerikanischer Singer-Songwriter. Nach zwei Studioalben, die in seiner Heimat wenig Anklang fanden, zog er sich 1971 zunächst ins Privatleben zurück. Dass sich seine Musik unterdessen in Australien sowie in dem durch das Apartheid-Regime lange Zeit isolierten Südafrika großer Beliebtheit erfreute, hat er erst spät erfahren. Die Umstände und Hintergründe seines Erfolgs in Südafrika ab 1998 sind Gegenstand des Oscar-prämierten Dokumentarfilms Searching for Sugar Man (2012), der Rodriguez schließlich international bekannt machte.

## Herkunft und musikalische Anfänge
Der Sohn einer Arbeiterfamilie mexikanischer Einwanderer verdiente seinen Lebensunterhalt nach dem Abschluss der High School mit Auftritten in Kneipen seiner Heimatstadt. Mitte der 1960er Jahre wurde er dort von Harry Balk (1925–2016) von Impact Records entdeckt. 1967 nahm er seine erste Single I’ll Slip Away auf. Nachdem Balk zu Motown gewechselt war, empfahlen die Studiomusiker Dennis Coffey und Mike Theodore ihm, sich an Clarence Avant zu wenden, der gerade Sussex Records gegründet hatte. Zusammen mit Coffey und Theodore und in Begleitung der Funk Brothers nahm Rodriguez ein Folk-Album mit von ihm selbst geschriebenem Material auf, das 1970 unter dem Titel Cold Fact bei Sussex Records erschien. Trotz der positiven Kritiken war das Album kein kommerzieller Erfolg. 1971 nahm Rodriguez in London ein zweites Album unter Leitung von Steve Rowland auf, das ebenfalls floppte. Daraufhin kehrte er dem Musikgeschäft den Rücken, arbeitete zeitweise als Sozialarbeiter sowie an einer Tankstelle und auf dem Bau.

## Erfolge im Ausland und Comeback in Australien
Ab Mitte der 1970er Jahre avancierte Rodriguez in Südafrika, Botswana, im damaligen Rhodesien sowie in Australien und Neuseeland zum Kultstar, obwohl sich die Erstauflage seines Debütalbums für den internationalen Markt nur wenige hundert Mal verkauft hatte. Nachdem sein Lied Sugar Man ab Mitte 1972 regelmäßig im Radio gespielt worden war, erschien 1977 beim australischen Label Blue Goose eine Best-of-Schallplatte mit dem Titel At His Best. Das Album erhielt in Australien Gold. Das Debütalbum wurde daraufhin wiederveröffentlicht und verkaufte sich nun rund 40.000-mal. Da die Lizenzierungen über sein ehemaliges Label erfolgte und dieses ihm aufgrund seines geringen Erfolgs gekündigt hatte, erfuhr Rodriguez weder von den Verkaufszahlen noch erhielt er Tantiemen.
Erst 1979 holte ihn ein Veranstalter für eine Reihe von Konzerten nach Australien. Bei den ausverkauften Shows zählte man insgesamt rund 30.000 Zuschauer. Bei zwei dieser Auftritte entstand das nur in Australien veröffentlichte Konzertalbum Alive. 1981 kehrte Rodriguez für eine Tournee mit der Band Midnight Oil nach Australien zurück. Danach zog er sich erneut ins Privatleben zurück. 1981 schloss er an der Wayne State University ein Bachelor-Studium in Philosophie ab und trat mehrmals vergeblich als Kandidat für das Bürgermeisteramt in Detroit an.

## Suche nach Rodriguez und zweites Comeback in Südafrika
In den späten 1970er Jahren wurden seine Alben in dem von der Apartheid geprägten Südafrika vor allem als Kopien erfolgreich. Dort wurden seine Texte insbesondere von den Jugendlichen als Protestlieder interpretiert. Für sie war Rodriguez ein Ersatz für Stars wie Jimi Hendrix oder Bob Dylan. Die internationale Isolation des Landes trug dazu bei, dass über den Künstler selbst fast keine Informationen bekannt waren. So entstanden unter anderem unterschiedliche Gerüchte über seinen Tod. Er soll sich etwa auf der Bühne erschossen haben oder infolge von Drogenmissbrauch oder Depressionen verstorben sein. Seine südafrikanischen Fans waren sich jedenfalls darin einig, dass Rodriguez unter nicht näher bekannten Umständen zu Tode gekommen sei.

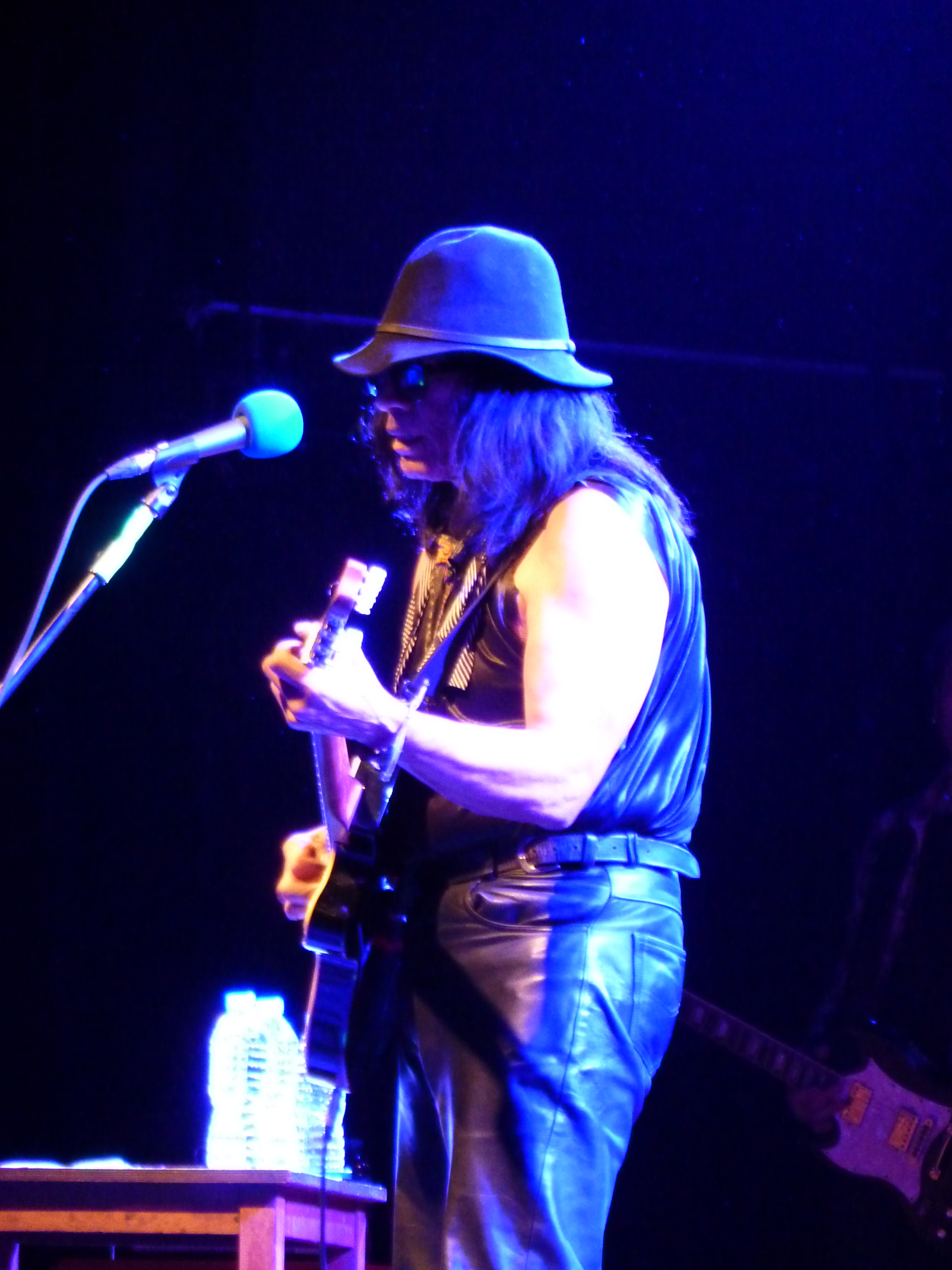
Sixto Rodriguez, Manchester Academy (2012)

Rodriguez erfuhr von seiner ungeahnten Popularität erst, als er von dem südafrikanischen Fan Stephen Segerman aufgespürt wurde. Dieser hatte 1996 anlässlich der Wiederveröffentlichung von Coming from Reality in Südafrika im Begleittext des Booklets zur CD dazu aufgerufen, das Geheimnis um das Schicksal von Rodriguez zu lüften. Segerman schaltete 1997 eine Internetseite dazu und konnte Rodriguez 1998 schließlich finden – laut Film, weil sich eine seiner Töchter auf der Internetseite meldete. Noch 1998 gab Rodriguez sechs erfolgreiche Konzerte in Südafrika, anschließend folgten bis 2007 Konzertreisen nach Schweden, Namibia, Großbritannien, die Niederlande und Australien sowie 2001 und 2005 erneut durch Südafrika. Anfang der 2000er Jahre wurde seine Musik von David Holmes wiederentdeckt, dessen 2002 veröffentlichter Sampler Come Get It, I Got It das Stück Sugar Man enthält. 2008 wurde Rodriguez’ Debütalbum Cold Fact weltweit neu veröffentlicht, gefolgt von Coming from Reality.

## Verfilmung der Suche und internationaler Erfolg

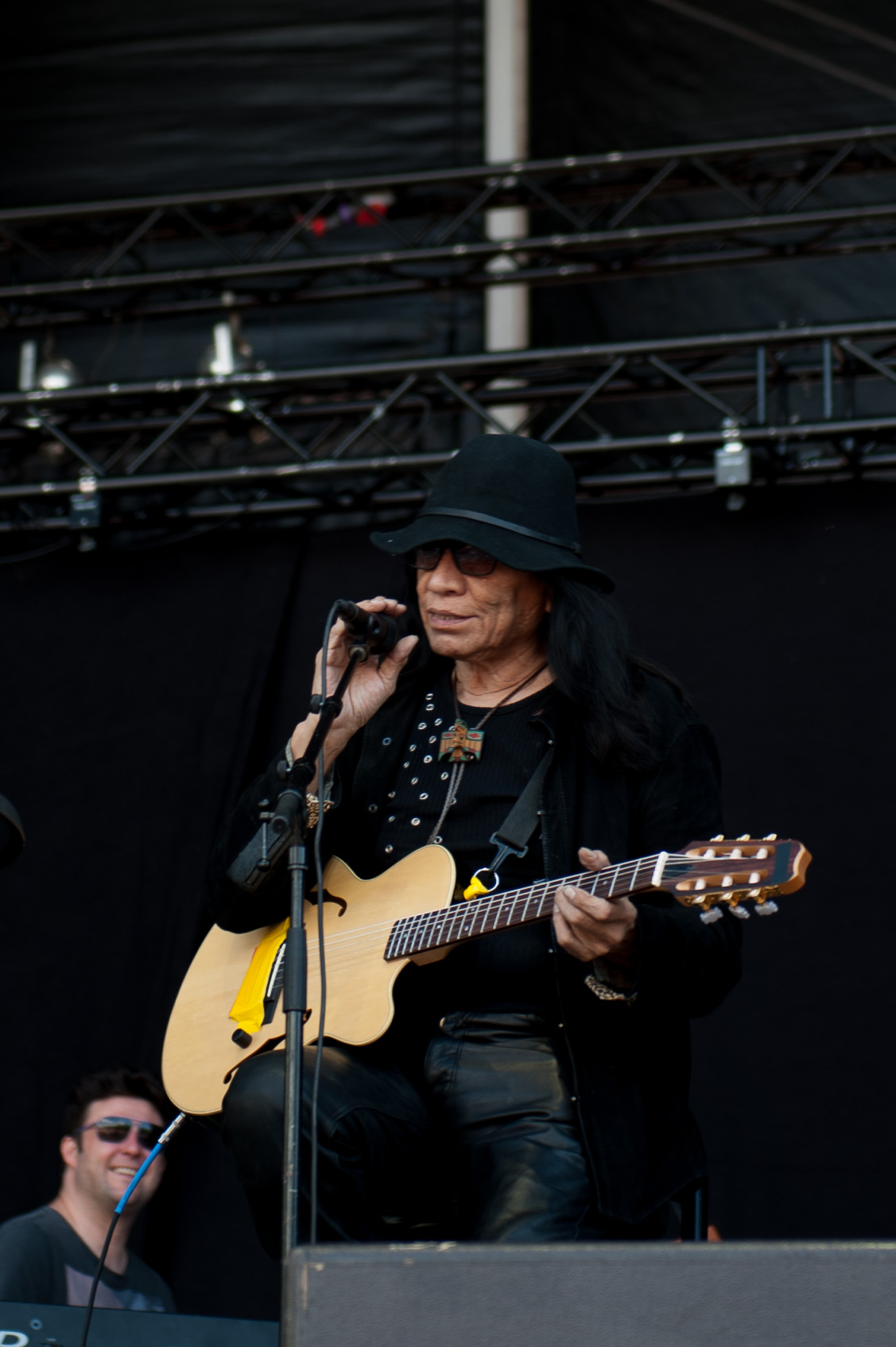
Sixto Rodriguez (2013)

Die Musikerin Tonia Selley, die an Rodriguez’ erster Tournee in Südafrika auch als Perkussionistin und Background-Sängerin der Band Big Sky mitwirkte, ist Regisseurin eines ersten Dokumentarfilms: Dead Men Don’t Tour: Rodriguez in South Africa 1998 wurde 2001 im südafrikanischen Fernsehen erstmals ausgestrahlt. Der Film erzählt in zahlreichen Interview-Sequenzen die Suche der beiden südafrikanischen Journalisten nach Rodriguez, begleitet den Sänger und seine Familie in Südafrika und dokumentiert drei der sechs Konzerte der Tournee.

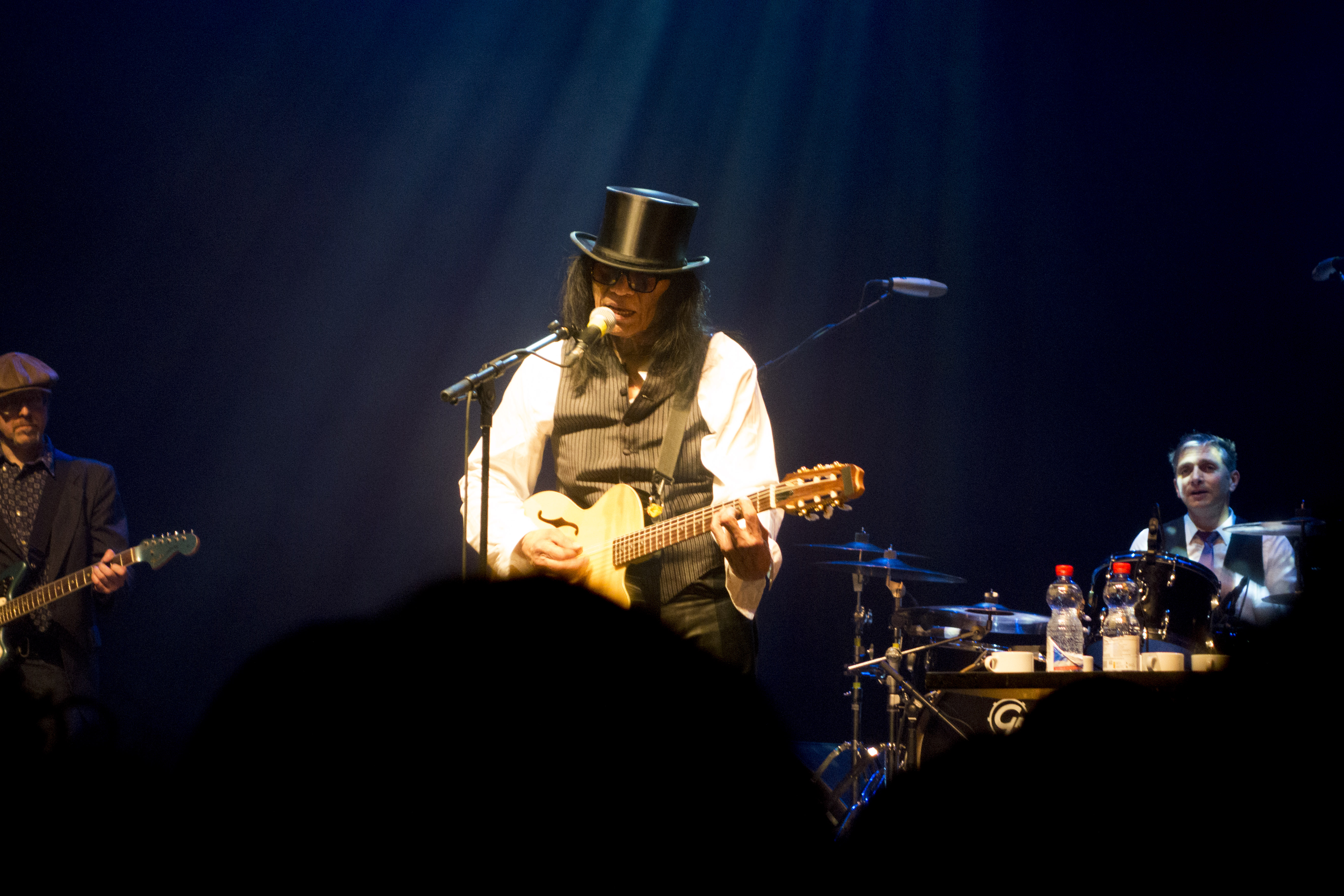
Sixto Rodriguez, Zürich (2014)

Der schwedische Dokumentarfilmer Malik Bendjelloul traf Rodriguez das erste Mal 2006 und veröffentlichte nach Jahren der Recherche 2012 seinen Dokumentarfilm Searching for Sugar Man, in dem er die Suche der beiden Südafrikaner nach Rodriguez nachzeichnete. Der Dokumentarfilm kam Ende Dezember 2012 in die deutschen Kinos. Der Film wurde bei der Oscarverleihung 2013 als bester Dokumentarfilm ausgezeichnet. Der gleichnamige Soundtrack zum Film erreichte Platz 76 der US-Charts. 2012 erreichte die Wiederveröffentlichung von Cold Fact Platz 91 der US-Billboard-200 2014 Platz 56 in den österreichischen Charts und 2017 Platz 78 der deutschen Charts.
Die Veröffentlichung des Dokumentarfilms führte 2012 auch in Nordamerika und Europa zu größerer Bekanntheit. 2012 trat er in den Fernsehsendungen Late Show with David Letterman und 60 Minutes auf. Im Mai 2013 verlieh ihm seine frühere Detroiter Universität den Ehrendoktortitel Doctor of Humane Letters. 2013 war zu erfahren, dass Rodriguez 30 neue Songs geschrieben hatte, die er vertonen lassen wollte. 2013 trat er beim Coachella Valley Music and Arts Festival, Montreux Jazz Festival und Glastonbury Festival auf.
Ende 2016 ging er auf Tour durch Australien. 2018 trat er beim niederländischen Musikfestival Best Kept Secret auf.
Sein letztes Konzert gab er Ende Januar 2021 im Newton Theatre in Newton (New Jersey).
Rodriguez starb am 8. August 2023 im Alter von 81 Jahren.

## Rechtsstreit um Gewinnbeteiligung
2014 strengte Rodriguez’ Entdecker Balk ein Gerichtsverfahren an, in dem er argumentierte, Rodriguez sei zum Zeitpunkt der Veröffentlichung von Cold Fact und Coming From Reality noch an einen 1966 für die Dauer von fünf Jahren abgeschlossenen Exklusivvertrag als Song-Autor für Balks Plattenfirma Gomba gebunden gewesen. Clarence Avant habe bei Sussex Records diesen Umstand verschleiern wollen, indem er wahrheitswidrig Rodriguez’ Bruder Jesus Rodriguez sowie das Pseudonym „Sixth Prince“ als Autoren der meisten Musikstücke habe eintragen lassen. Balk forderte Schadenersatz für entgangene Tantiemen und gab an, erst durch den Film Searching for Sugar Man von Rodriguez’ Autorenschaft erfahren zu haben. Avant verklagte innerhalb desselben Verfahrens daraufhin seinerseits Rodriguez, da dieser vor Produktion der Alben falsche Angaben zu seinem noch bestehenden Vertrag gemacht habe. Harry Balk starb am 3. Dezember 2016 vor Abschluss des Verfahrens im Alter von 91 Jahren.

## Trivia
Die britische Zeitschrift Mojo wählte den Song Sugar Man im Dezember 2002 auf Platz 34 ihrer 100 Greatest Drug Songs Ever-Liste.

## Diskografie

### Studioalben
| Jahr | Titel                                | Höchstplatzierung, Gesamtwochen, AuszeichnungChartplatzierungen (Jahr, Titel, Platzierungen, Wochen, Auszeichnungen, Anmerkungen) | Höchstplatzierung, Gesamtwochen, AuszeichnungChartplatzierungen (Jahr, Titel, Platzierungen, Wochen, Auszeichnungen, Anmerkungen) | Höchstplatzierung, Gesamtwochen, AuszeichnungChartplatzierungen (Jahr, Titel, Platzierungen, Wochen, Auszeichnungen, Anmerkungen) | Höchstplatzierung, Gesamtwochen, AuszeichnungChartplatzierungen (Jahr, Titel, Platzierungen, Wochen, Auszeichnungen, Anmerkungen) | Höchstplatzierung, Gesamtwochen, AuszeichnungChartplatzierungen (Jahr, Titel, Platzierungen, Wochen, Auszeichnungen, Anmerkungen) | Anmerkungen                                                                        |
| Jahr | Titel                                | DE | AT | CH | UK | US | Anmerkungen                                                                        |
| ---- | ------------------------------------ | --- | --- | --- | --- | --- | ---------------------------------------------------------------------------------- |
| 1970 | Cold Fact                            | DE78 (1 Wo.)DE | — | CH20 (2 Wo.)CH | UK39 Silber · (2 Wo.)UK | US78 (18 Wo.)US | Erstveröffentlichung: März 1970                                                    |
| 1971 | Coming from Reality                  | — | — | CH36 (2 Wo.)CH | UK73 (1 Wo.)UK | US161 (4 Wo.)US | Erstveröffentlichung: November 1971 Wiederveröffentlichung 1976 als After the Fact |
| 2012 | Searching for Sugar Man (Soundtrack) | — | AT22 (15 Wo.)AT | CH10 (45 Wo.)CH | UK26 Gold · (6 Wo.)UK | US76 (14 Wo.)US | Erstveröffentlichung: 24. Juli 2012                                                |

grau schraffiert: keine Chartdaten aus diesem Jahr verfügbar
Livealben
- 1981: Alive
- 1998: Live Fact
- 2016: Rodriguez Rocks Live in Australia

Kompilationen
- 1977: At His Best
- 1982: The Best of
- 2005: Sugarman: The Best of
- 2005: All the Facts (3 CD, 2009 Reissue als 2-CD-Version)
- 2013: Coffret Rodriguez

### Singles
| Jahr | Titel Album                                       | Höchstplatzierung, Gesamtwochen, AuszeichnungChartplatzierungen (Jahr, Titel, Album, Platzierungen, Wochen, Auszeichnungen, Anmerkungen) | Höchstplatzierung, Gesamtwochen, AuszeichnungChartplatzierungen (Jahr, Titel, Album, Platzierungen, Wochen, Auszeichnungen, Anmerkungen) | Höchstplatzierung, Gesamtwochen, AuszeichnungChartplatzierungen (Jahr, Titel, Album, Platzierungen, Wochen, Auszeichnungen, Anmerkungen) | Höchstplatzierung, Gesamtwochen, AuszeichnungChartplatzierungen (Jahr, Titel, Album, Platzierungen, Wochen, Auszeichnungen, Anmerkungen) | Höchstplatzierung, Gesamtwochen, AuszeichnungChartplatzierungen (Jahr, Titel, Album, Platzierungen, Wochen, Auszeichnungen, Anmerkungen) | Anmerkungen                                        |
| Jahr | Titel Album                                       | DE | AT | CH | UK | US | Anmerkungen                                        |
| ---- | ------------------------------------------------- | --- | --- | --- | --- | --- | -------------------------------------------------- |
| 2014 | Hate Street Dialogue The Wanderings of the Avener | DE82 (2 Wo.)DE | — | CH41 (3 Wo.)CH | — | — | Erstveröffentlichung: Dezember 2014 mit The Avener |

Weitere Singles
| Jahr | Titel                              | B-Seite                                                    | Anmerkungen                                                      |
| ---- | ---------------------------------- | ---------------------------------------------------------- | ---------------------------------------------------------------- |
| 1967 | I’ll Slip Away                     | You’d Like to Admit It                                     | als Rod Riguez, Erstveröffentlichung im August 1967 in den USA   |
| 1970 | Inner City Blues                   | Forget It                                                  | Erstveröffentlichung in den USA                                  |
| 1970 | To Whom It May Concern             | I Think of You                                             | Erstveröffentlichung 1970 in den USA, Reissue 1972 in Brasilien  |
| 1972 | Sugar Man                          | Inner City Blues                                           | Erstveröffentlichung 1972 in Italien, Reissue 1977 in Australien |
| 1972 | Sugar Man                          | Viaggio Di Un Poeta (I Dik Dik)                            |                                                                  |
| 1973 | Halfway Up The Stairs              | It Started Out So Nice                                     | Erstveröffentlichung 1973 in Australien                          |
| 1978 | Climb Up on My Music               | To Whom It May Concern                                     | Erstveröffentlichung 1978 in Australien                          |
| 2002 | Sugar Man                          | Tom Cat (Muddy Waters)                                     | Erstveröffentlichung im April 2002 in Großbritannien             |
| 2004 | Be’cause (Zimbrowski vs Rodriguez) | Arbar (Will Flisk and Jak Jackson)                         |                                                                  |
| 2010 | Inner City Blues                   | I’m Gonna Live Till I Die                                  | Live, Erstveröffentlichung im April 2010 in den USA              |
| 2012 | Crucify Your Mind                  | –                                                          | Flexi                                                            |
| 2012 | I Wonder                           | Sugar Man                                                  |                                                                  |
| 2015 | I’ll Slip Away                     | I’ll Slip Away (Charles Bradley & The Menahan Street Band) |                                                                  |

### Videoalben
- 2012: Searching for Sugar Man (UK: Platin)

## Auszeichnungen für Musikverkäufe
| Goldene Schallplatte - Australien - 2002: für das Album Cold Fact - Frankreich - 2013: für das Album Searching for Sugar Man |

Anmerkung: Auszeichnungen in Ländern aus den Charttabellen bzw. Chartboxen sind in ebendiesen zu finden.
| Land/RegionAuszeichnungen für Musikverkäufe (Land/Region, Auszeichnungen, Verkäufe, Quellen) | Silber  | Gold     | Platin  | Verkäufe | Quellen         |
| -------------------------------------------------------------------------------------------- | ------- | -------- | ------- | -------- | --------------- |
| Australien (ARIA)                                                                            | —       | Gold1    | —       | 35.000   | aria.com.au     |
| Frankreich (SNEP)                                                                            | —       | Gold1    | —       | 50.000   | Einzelnachweise |
| Vereinigtes Königreich (BPI)                                                                 | Silber1 | Gold1    | Platin1 | 210.000  | bpi.co.uk       |
| Insgesamt                                                                                    | Silber1 | 3× Gold3 | Platin1 |          |                 |